# Маслівська сільська рада (Миронівський район)
| Маслівська сільська рада — орган місцевого самоврядування у Миронівському районі Київської області з адміністративним центром у с. Маслівка. Історична дата утворення: в березні 1919 року. Водоймища на території, підпорядкованій даній раді: річка Росавка. Сільській раді підпорядковані населені пункти: - с. Маслівка |

## Склад ради
Рада складається з 16 депутатів та голови.

### Керівний склад ради
| ПІБ                           | Основні відомості                                                                  | Дата обрання | Дата звільнення |
| ----------------------------- | ---------------------------------------------------------------------------------- | ------------ | --------------- |
| Балас Микола Іванович         | Сільський голова, 1956 року народження, освіта, член Соціалістичної партії України | 26.03.2006   | 31.10.2010      |
| Подолянець Наталія Миколаївна | Сільський голова, 1959 року народження, освіта вища, позапартійна                  | 31.10.2010   |                 |

Примітка: таблиця складена за даними джерела